# Karangtawar
Karangtawar is een bestuurslaag in het regentschap Lamongan van de provincie Oost-Java, Indonesië. Karangtawar telt 1164 inwoners (volkstelling 2010).